# 夏ドキュ!
『夏ドキュ!』（なつドキュ）は、2007年7月2日から9月10日まで日本テレビ系列で毎週月曜22:00 - 22:54（JST）につなぎ番組として放送されていたドキュメンタリーである。

## 概要
前番組『ゲツヨル!』の打ち切りに伴ってスタートした番組で、改変期にあたる10月開始の『オジサンズ11』までのつなぎ番組として制作された。
同局の朝の番組である『スッキリ!!』のスピンオフドキュメンタリー番組として制作されたが、通常『スッキリ!!』本編の放送がされていない山梨放送、北日本放送（当時。2011年4月ネット開始）、福井放送、四国放送（当時。2011年4月ネット開始）、高知放送（当時。2015年4月ネット開始）、テレビ大分でも放送された。

## 出演者

### メインキャスター
- 加藤浩次（極楽とんぼ）
- テリー伊藤
- 阿部哲子（当時日本テレビアナウンサー）

### ゲスト
- 第1回：おぎやはぎ、小倉優子、杉本彩
- 第2回：関根勤、森公美子、矢口真里
- 第9回：柴田理恵、高橋英樹、夏川純
- 第10回：石田純一、橋田寿賀子、ほしのあき、松居一代

### その他
- 第1回出演医師：上山博康、工藤進英
- 第2回出演医師：延吉正清、龍順之助
- 第9回出演医師：加納宣康、赤星隆幸
- 第10回出演医師：出沢明、渡邊剛

## 内容
「神の左手 奇跡の天才ドクター」
7月2日からの2週、および9月3日からの2週にかけて4回放送された。加藤浩次らが、神の手と呼ばれる医師に検査をしそのすごさを見つめるドキュメンタリーとなっている。
「テージセー 〜1461日の記憶〜」番組HP
7月23日から8月13日までの4週連続で、とある学校の入学から卒業までを追いかけたドキュメントを放送した。ナビゲーターは久米宏が担当。
「24時間マラソン密着!萩本欽一66歳の挑戦」（24時間テレビ30ダイジェスト）
8月20日放送。同年のチャリティーランナーを務めた萩本欽一のマラソンだけでなく、番組の舞台裏などを密着したものを放送。
「炎上!大政局!どうなる安倍政権SP」
8月27日放送。この日組閣が行われた安倍改造内閣の顔ぶれにスポットを当てる。この回は生放送で、放送時間も30分拡大された。
今までは主に制作局が番組を担当していたが今回は報道局主導で制作されている。またパネリストとして櫻井よしこが、『NNNきょうの出来事』以来実に11年ぶりに日本テレビの報道番組に出演した。
- 司会：辛坊治郎（読売テレビ解説委員）、笛吹雅子（NNN Newsリアルタイムキャスター）
- パネリスト：宮崎哲弥、櫻井よしこ他

## スタッフ
- 企画・プロデュース：島田美帆
- プロデューサー：篠宮浩司、渡辺正人、井上啓子（CR-NEXUS）
- 演出：下村忠文、鈴木信広
- 構成：伊藤正宏、大久保政男
- 編成：瀬戸口正克
- 監修：三枝孝臣
- チーフプロデューサー：福地聡

## ネット局
| 放送対象地域   | 放送局                    | 系列                          | ネット形態 | 備考   |
| -------------- | ------------------------- | ----------------------------- | ---------- | ------ |
| 関東広域圏     | 日本テレビ（NTV）         | 日本テレビ系列                | 制作局     | 制作局 |
| 北海道         | 札幌テレビ（STV）         | 日本テレビ系列                | 同時ネット |        |
| 青森県         | 青森放送（RAB）           | 日本テレビ系列                | 同時ネット |        |
| 岩手県         | テレビ岩手（TVI）         | 日本テレビ系列                | 同時ネット |        |
| 宮城県         | ミヤギテレビ（MMT）       | 日本テレビ系列                | 同時ネット |        |
| 秋田県         | 秋田放送（ABS）           | 日本テレビ系列                | 同時ネット |        |
| 山形県         | 山形放送（YBC）           | 日本テレビ系列                | 同時ネット |        |
| 福島県         | 福島中央テレビ（FCT）     | 日本テレビ系列                | 同時ネット |        |
| 山梨県         | 山梨放送（YBS）           | 日本テレビ系列                | 同時ネット |        |
| 新潟県         | テレビ新潟（TeNY）        | 日本テレビ系列                | 同時ネット |        |
| 長野県         | テレビ信州（TSB）         | 日本テレビ系列                | 同時ネット |        |
| 静岡県         | 静岡第一テレビ（SDT）     | 日本テレビ系列                | 同時ネット |        |
| 富山県         | 北日本放送（KNB）         | 日本テレビ系列                | 同時ネット |        |
| 石川県         | テレビ金沢（KTK）         | 日本テレビ系列                | 同時ネット |        |
| 福井県         | 福井放送（FBC）           | 日本テレビ系列                | 遅れネット | [ 2 ]  |
| 中京広域圏     | 中京テレビ（CTV）         | 日本テレビ系列                | 同時ネット |        |
| 近畿広域圏     | 読売テレビ（ytv）         | 日本テレビ系列                | 同時ネット |        |
| 鳥取県・島根県 | 日本海テレビ（NKT）       | 日本テレビ系列                | 同時ネット |        |
| 広島県         | 広島テレビ（HTV）         | 日本テレビ系列                | 同時ネット |        |
| 山口県         | 山口放送（KRY）           | 日本テレビ系列                | 同時ネット |        |
| 徳島県         | 四国放送（JRT）           | 日本テレビ系列                | 同時ネット |        |
| 香川県・岡山県 | 西日本放送（RNC）         | 日本テレビ系列                | 同時ネット |        |
| 愛媛県         | 南海放送（RNB）           | 日本テレビ系列                | 同時ネット |        |
| 高知県         | 高知放送（RKC）           | 日本テレビ系列                | 同時ネット |        |
| 福岡県         | 福岡放送（FBS）           | 日本テレビ系列                | 同時ネット |        |
| 長崎県         | 長崎国際テレビ（NIB）     | 日本テレビ系列                | 同時ネット |        |
| 熊本県         | くまもと県民テレビ（KKT） | 日本テレビ系列                | 同時ネット |        |
| 大分県         | テレビ大分（TOS）         | 日本テレビ系列 フジテレビ系列 | 同時ネット |        |
| 鹿児島県       | 鹿児島読売テレビ（KYT）   | 日本テレビ系列                | 同時ネット |        |